# لا ثويل (إيطاليا)
لا ثويل ( فالدوتان : La Tchouiille ) هي بلدة في وادي أوستا شمال غرب إيطاليا.

## جغرافية

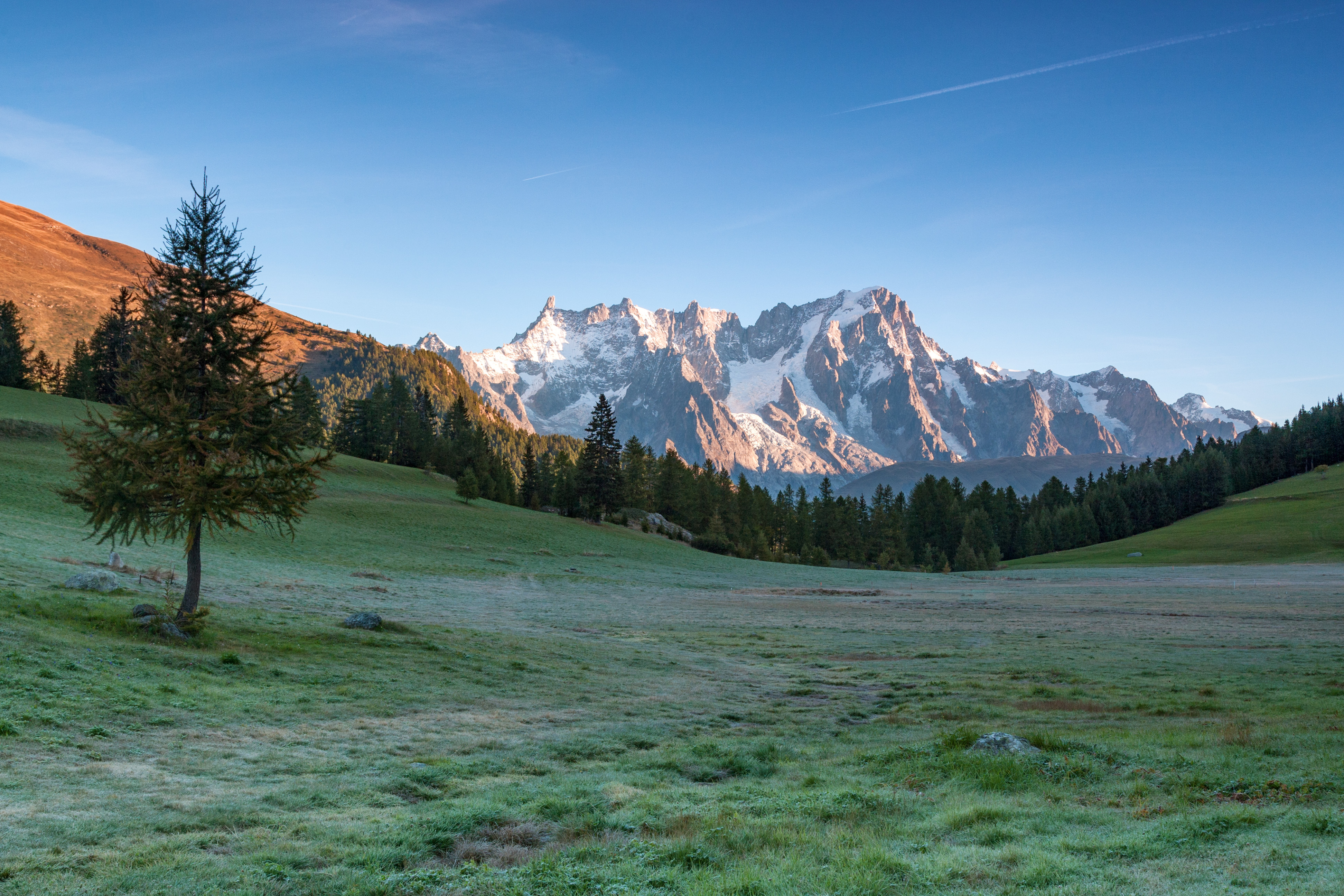
دنت دو جيان وغراندز جوراس من بتوسان

تقع لا ثويل في جبال الألب في أقصى شمال غرب البلاد، بالقرب من بلدة La Rosière الفرنسية في جبال الألب. تُعبَر المدينة من خلال الطريق المؤدي من بري سان ديدييه في الشمال الغربي حتى ممر سانت برنارد الصغير في الجنوب الشرقي والذي يربط إيطاليا بـ بورج سان موريس ووادي إيزير في فرنسا.

## اقتصاد
كان تعدين الفحم ( أنثراسيت ) مهمًا في المنطقة قبل الحرب العالمية الثانية، ويمكن رؤية العديد من الحفريات وهياكل التعدين القديمة حول القرية. وأما في الوقت الحاضر، فتعتمد لا ثويل على السياحة، ففي فصل الشتاء تصنف كأحد منتجعات التزلج الإيطالية الرئيسية في جبال الألب المرتبطة بـ La Rosière، وكذلك في الصيف تشهر ممارسة (الحركلة أو الإجبال).

## الأحداث
احتضنت لا ثويل العديد من المؤتمرات السنوية الشتوية مثل: Les Rencontres de Physique de la Vallée d'Aosteالمنظم من قبل المعهد الإيطالي للفيزياء النووية، ومؤتمر "Rencontres de Moriond" الذي نظمه المعهد الوطني الفرنسي للفيزياء النووية والجسيمية (IN2P3)
في فبراير 2016 استضافت منحدرات لا ثويل الثلجية، لأول مرة في التاريخ، ثلاث مسابقات (مسابقتان منحدرات ثلجية وواحدة سوبر جي) صالحة لـ كأس العالم للتزلج في جبال الألب للنساء. وفي عام 2020، عاد كأس العالم للنساء إلى منطقة 3 فرانكو بيرثود يوم السبت 29 من فبراير والأحد 1 من مارس 2020، تباعاً مع المنحدر الثلجي والسوبر جي، ولكن تم إلغاء الأخير بسبب سوء الأحوال الجوية.
زارت بطولة إندورو العالمية لا ثويل في عام 2014 وستستضيف الجولة 4 من بطولة إندورو العالمية في عام 2016.

## مواصلات
تشمل وسائل النقل العام حافلات منتظمة تربط لا ثويل بـ Pré-Saint-Didier، ولدى الأخيرة محطة سكة حديد متصلة بشبكة السكك الحديدية الإيطالية عبر اوستا. يعد مطار جنيف الدولي أحد أقرب المطارات، ويبعد حوالي 120 كيلومتر (75 ميل) 120 كيلومتر (75 ميل)

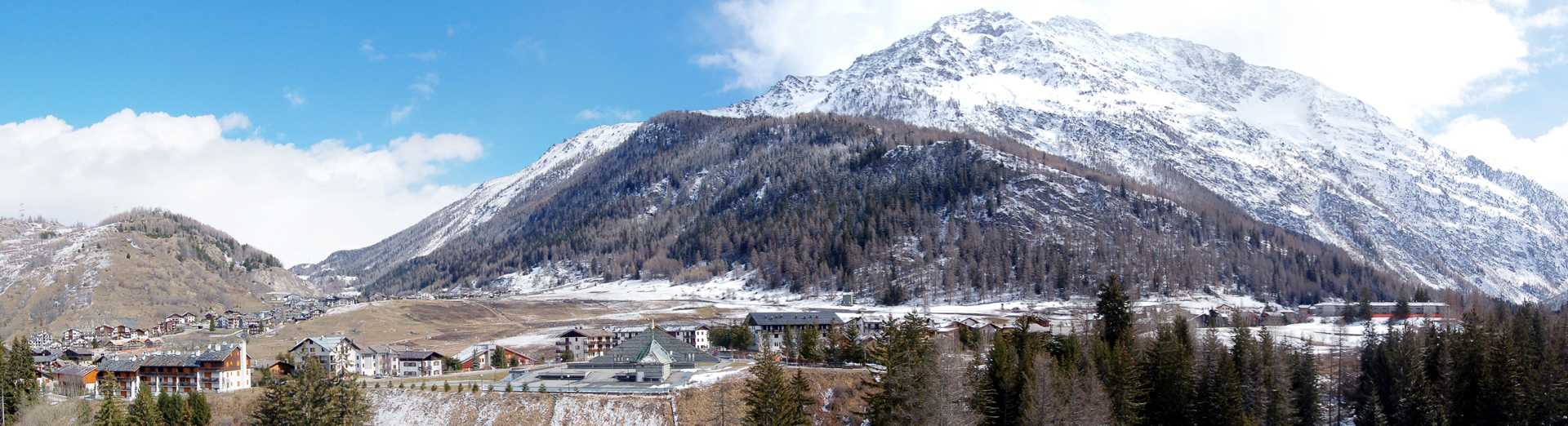
إطلالة بانورامية على La Thuile

## علاقات دولية

### المدن التوأم - المدن الشقيقة
توأمت La Thuile مع:
- Alassio in Italy
- Laigueglia in Italy